# 比利·瓊斯
比利·瓊斯（英語：Billy Jones；1987年3月24日—）是一位英格蘭足球運動員，在場上的位置是右後衛。他現在效力於英冠球隊洛達咸，曾效力於新特蘭。

## 球員生涯

### 克魯
出生在施洛普郡的舒茲伯利, 瓊斯在克魯成為青年軍, 並在2003簽下第一份職業合約。
比利·瓊斯在2003年10月18日對上打比郡的時候, 在第89分鐘替補上場, 這也是他第一場的職業比賽。瓊斯在賽季中踢了26場賽事, 其中也包括對上維根競技的比賽中踢進的一球，也成為他第一顆職業生涯進球

## 外部連結
- 足球数据库：比利·瓊斯的球员统计数据
- International statistics at theFA